# Kalanchoe quartiniana
Kalanchoe quartiniana ist eine Pflanzenart aus der Gattung Kalanchoe in der Familie der Dickblattgewächse (Crassulaceae).

## Beschreibung

### Vegetative Merkmale
Kalanchoe quartiniana ist eine ausdauernde, vollständig kahle, glauke Pflanze, die Wuchshöhen von bis zu 70 Zentimetern erreicht. Ihre einfachen, aufrechten, stielrunden Sprossachsen sind robust und am oberen Ende verzweigt. Die gegenständig angeordneten Laubblätter sind in Blattstiel und -spreite gegliedert. Der stängelumfassende Blattstiel ist 2,5 bis 6 Zentimeter lang. Die einfache Blattspreite ist bei einer Länge von 10 bis 18 Zentimetern sowie einer Breite von 8 bis 10 Zentimetern eiförmig, verkehrt-eiförmig, verkehrt-eiförmig-länglich oder elliptisch mit stumpfem oberen Ende. Der Blattrand ist unregelmäßig gekerbt.

### Generative Merkmale
Der lockere, stark verzweigte Blütenstand sind zymöse Rispen. Die aufrechten Blüten stehen an schlanken, 10 bis 25 Millimeter langen Blütenstielen.
Die zwittrige Blüte ist radiärsymmetrisch mit doppelter Blütenhülle. Ihre Kelchröhre ist 1,7 bis 2,2 Millimeter lang. Die lanzettlichen, zugespitzten, häutigen, leicht ausgebreiteten Kelchzipfel sind 6 bis 12 Millimeter lang und 3 bis 5 Millimeter breit. Die Blütenkrone ist reinweiß oder gelb bis blassrosafarben. Die zylindrische, an ihrer Basis aufgeblähte Kronröhre ist 30 bis 50 Millimeter lang. Ihre eiförmigen, plötzlich zugespitzten Kronzipfel weisen eine Länge von 10 bis 20 Millimeter auf und sind 6 bis 7 Millimeter breit. Die Staubblätter sind oberhalb der Mitte der Kronröhre angeheftet. Die oberen Staubblätter ragen aus der Blüte heraus. Die Staubbeutel sind etwa 1 Millimeter lang. Die linealischen, stumpfen bis ausgerandeten Nektarschüppchen weisen eine Länge von 4 bis 8 Millimeter auf und sind 0,5 bis 0,7 Millimeter breit. Das eiförmig-lanzettliche Fruchtblatt weist eine Länge von 14 bis 20 Millimeter auf. Der Griffel ist 14 bis 30 Millimeter lang. 

## Vorkommen
Kalanchoe quartiniana ist ein Endemit im nördlichen Äthiopien. Kalanchoe quartiniana an Waldrändern, im offenen immergrünen Buschland, häufig auf gestörten Flächen in Höhenlagen von 2100 bis 2600 Metern.

## Taxonomie
Die Erstbeschreibung von Kalanchoe quartiniana erfolgte 1847 durch Achille Richard in Tentamen Florae Abyssinicae seu Enumeratio Plantarum hucusque in plerisque Abyssiniae. Band 1, 1848, S. 311–312.

## Nachweise